# Паралия Ватопедиу
Паралия Ватопедиу (на гръцки: Παραλία Βατοπεδίου) е селище в Егейска Македония, Гърция, част от дем Полигирос в административна област Централна Македония. Според преброяването от 2001 година има 40 жители.

## География
Паралия Ватопедиу (в превод Плаж на Ватопеди) е селище разположено Халкидическия полуостров, на северния бряг на Торонийския залив, на няколко километра южно от Ватопеди.